# Orquestra Amoga
L'Orquestra Amoga o AMOGA és una cobla-orquestra creada el 1947 a Vidreres per Francesc Mas i Jené i que encara existeix en l'actualitat (2014).

## Història
Els integrants de la primera formació provenien de la cobla-orquestra «Joventut Artística» (antigament, cobla-orquestra «Unió Artística»), de la mateixa població selvatana, a la qual reemplaçà. A la temporada 1948-1949 els músics eren Antònia Jordà (cantant), Vicenç Sepúlveda (trompeta, violí, professor del Conservatori del Liceu de Barcelona, Ramon Rosell (tenora, saxo, flauta, clarinet, representant), Francesc Mas (director, tenora, piano, acordió, violí), Rafael Imbert (trompeta, violí, cantant), Jacinto Sau (tible, saxo, violí, clarinet), Joaquim Font (flabiol, clarinet, saxo, representant), Josep Quellos (trombó, saxo, piano, violí), Francesc Balmaña (contrabaix, violí), Francesc Farriol (tible, bateria, trombó, violí), Pere Vergés (fiscorn, trombó) i Lluís Palet i Pou (fiscorn, trombó i violí).
Al llarg de la seva carrera, l'Amoga, tant en formació d'orquestra com en la de cobla, ha fer un cert nombre d'enregistraments en disc. Algunes d'aquestes gravacions, posteriorment, s'han reaprofitat per a recopilacions genèriques.
Pel cinquantè aniversari va guanyar el «Premi a la Continuïtat» de l'Obra del Ballet Popular, l'any 1998. El 2000 va ser un dels conjunts musicals triats per a l'exposició Sota la boira. Lletres, arts i música a la Girona del primer franquisme (1939-1960) que es va fer al Museu d'Art de Girona. L'any 2007 va ser la cobla seleccionada per la Diputació de Girona amb motiu del seu 60è aniversari per realitzar un total de 24 concerts al «Cicle de Concerts de Música per a Cobla».
A més dels noms esmentats com a fundadors, alguns dels músics que hi han tocat han estat Santiago Bañeras, Joan Bardés, Pitu Chamorro, Josep i Albert Font, Alfons Miàs, Albert Prat, Conrad Rafart i Joan Roure (trompeta), sense oblidar tampoc altres instrumentistes de vàlua com el tenora Joan Llobet, el tible Tomás Bahí, els trompetes Joan Vilanova i Josep Lafont i Francesc Fuertes, trombó i director.

## Discografia
- Sardanas.  Barcelona: Vergara, 1962. Doble single amb vuit sardanes
- Bardagí, Bartomeu (tenor); Cobla Amoga de Vidreres; Serracant, J. (lletres). Sardanas cantadas.  Barcelona: Vergara, 1962. Single amb quatre sardanes
- Cobla Amoga [sardanes].  Barcelona: Sayton, 1967. Single amb quatre sardanes
- Cobla Laietana; Cobla Amoga. La Santa Espina.  Barcelona: Vergara, 1967. LP amb dotze sardanes
- Cobla-orquestra Amoga. Música de Festa Major.  Mataró: Stres Music, 2000. DC amb 10 peces de ball
- Cobla-Orquestra Internacional Amoga. 60è aniversari: Vidreres 1947-2007.  Manresa: CK Music, 2007. DC amb 14 peces de ball
- Amoga, Cobla Orquestra Internacional. Ara i sempre.  La Garriga: Albert Moraleda, 2013.} DC amb onze sardanes dels compositors Salvador Brotons, Rafael Grimal i Xavier Cassanyes